# 一定の取引分野
一定の取引分野（いっていのとりひきぶんや）とは、私的独占の禁止及び公正取引の確保に関する法律（独占禁止法）第2条第5項等の規定における法律要件の一つである。

## 概要

### 独占禁止法の規定
「一定の取引分野」という法律要件は、独占禁止法の違反類型のうち、私的独占（2条5項）、不当な取引制限（同条6項）、事業者団体規制（8条1項）、企業結合規制（10条1項、13条1項、14条、15条1項1号、15条の2第1項1号、15条の3第1項1号、16条柱書）に含まれている。
- 私的独占（2条5項）

第2条

⑤この法律において「私的独占」とは、事業者が、単独に、又は他の事業者と結合し、若しくは通謀し、その他いかなる方法をもつてするかを問わず、他の事業者の事業活動を排除し、又は支配することにより、公共の利益に反して、一定の取引分野における競争を実質的に制限することをいう。—私的独占の禁止及び公正取引の確保に関する法律
- 不当な取引制限（2条5項）

第2条

⑥この法律において「不当な取引制限」とは、事業者が、契約、協定その他何らの名義をもつてするかを問わず、他の事業者と共同して対価を決定し、維持し、若しくは引き上げ、又は数量、技術、製品、設備若しくは取引の相手方を制限する等相互にその事業活動を拘束し、又は遂行することにより、公共の利益に反して、一定の取引分野における競争を実質的に制限することをいう。—私的独占の禁止及び公正取引の確保に関する法律
- 事業者団体規制（8条1項）

第8条

事業者団体は、次の各号のいずれかに該当する行為をしてはならない。

一　一定の取引分野における競争を実質的に制限すること。—私的独占の禁止及び公正取引の確保に関する法律
- 企業結合規制 ― 合併（15条1項1号）

第15条

①会社は、次の各号のいずれかに該当する場合には、合併をしてはならない。

一　当該合併によつて一定の取引分野における競争を実質的に制限することとなる場合—私的独占の禁止及び公正取引の確保に関する法律

### 意義
「一定の取引分野」は、上記の行為によって「競争の実質的な制限」が生じるか否かを検討する対象となる、事業者間の競い合いの場を指す。

## 市場画定
日本の独占禁止法をはじめとする競争法の適用において、「一定の取引分野」の範囲を定める過程を、市場画定と呼ぶ。

### 市場
競争法における市場（しじょう、market）とは、同種類似の商品の取引を巡って行われる事業者間の競争の場をさす。市場とも言われる。取引分野は、取引対象，取引地域，取引段階、取引の相手方によって画定されることが多い。

取引地域については、商品の特性からその輸送コスト、販売網の大きさなどから判断される。

取引段階については、製造、卸売、小売の段階があるとされ、各取引段階ごとに取引分野が画定されることが多い。しかし、販売形態によっては、製造から小売までのすべてを含めて一つの取引分野と判断されることもある。

### 市場画定の方法

#### SSNIPテスト
SSNIPテストは、米国の反トラスト法に関して、1982年以降の合併ガイドラインで導入されたアプローチである。
SSNIPテストでは、まず、仮想の独占企業を想定し、この独占企業が、小幅であるが有意かつ一時的でない価格引上げ（SSNIP：Small but Significant and Non-transitory Increase in Price）を行ったとする。そして、その値上げによる利益を失わせるだけの数の顧客が他の商品（隣接商品）に移行すれば、その商品も関連市場に加える。隣接商品の側でも、同じテストを行い、さらに隣接商品への乗りかえが起これば、この商品も関連市場に加える。このように隣接商品へのテストを繰り返して、隣接商品への乗り換えが起こらなくなった範囲で、市場が画定される。
この方法における変数は、価格の引上げ率を5～10%、また、引き上げられた価格が維持される期間を1年間、とするのが一般的である。

### 実務における取扱い

#### 不当な取引制限

##### 判例法理
まず、不当な取引制限において、「旭砿末事件」第一審判決（東京高判昭和61年6月13日行集37巻6号765頁）は、法2条6項にいう「一定の取引分野」とは、「特定の行為によつて競争の実質的制限がもたらされる範囲をいう」とした上で、「その成立する範囲は、具体的な行為や取引の対象・地域・態様等に応じて相対的に決定されるべき」と判示した。
同事件は、取引先制限カルテルの類型であるが、「日本エア・リキード事件」第一審判決（東京高判平成28年5月25日審決集63巻304頁）（価格カルテル類型）や、前掲の「社会保険庁シール談合刑事事件」第一審判決（入札談合類型）も、同判決と同様、相互拘束行為の競争制限効果が及び得る範囲として「一定の取引分野」を画定する手法を採用したとされる。また、学説の多くも、この手法を支持している(6-7)。
他方で、「多摩談合・新井組事件」上告審判決（最一小判平成24年2月20日民集66巻2号796頁）は、基本合意の対象から「一定の取引分野」を直接に画定するのではなく、発注者が入札に付する物件やその金額、入札参加業者の範囲等の諸事情を総合考慮し、より一般的かつ客観的に画定した。

#### 企業結合規制
企業結合規制の類型においては、私的独占や不当な取引制限と異なり、特定の商品・役務を対象とした具体的な競争制限行為が存在するわけではない。そのため、企業結合計画が実施された場合にどの市場に影響が及び得るかを画定する必要がある。
そこで、公正取引委員会は、一定の取引の対象となる商品・役務の範囲と、その取引の地理的範囲について、基本的に「需要者にとっての代替性」の観点から、また、必要に応じて「供給者にとっての代替性」の観点から判断する、としている。
市場画定の方法論として、SSNIPテストを採用している。